# Andrew Jackson Goodpaster
Andrew Jackson Goodpaster, ameriški general, * 12. februar 1915, Granite City, Illinois, † 16. maj 2005, Washington, D.C..